# XML-RPC
XML-RPC (Remote Procedure Call) es un protocolo de llamada a procedimiento remoto que usa XML para codificar los datos y HTTP como protocolo de transmisión de mensajes.
Es un protocolo muy simple ya que solo define unos cuantos tipos de datos y comandos útiles, además de una descripción completa de corta extensión. La simplicidad del XML-RPC contrasta con la mayoría de protocolos RPC que tiene una documentación extensa y requiere considerable soporte de software para su uso. 
Fue creado por Dave Winer de la empresa UserLand Software en asociación con Microsoft en el año 1998. Al considerar Microsoft que era muy simple decidió añadirle funcionalidades, tras las cuales, después de varias etapas de desarrollo, el estándar dejó de ser sencillo y se convirtió en lo que es actualmente conocido como SOAP. Una diferencia fundamental es que en los procedimientos en SOAP los parámetros tienen nombre y no interesa su orden, no siendo así en XML-RPC.

## Tipos de Datos
Según la especificación de XML-RPC, los principales tipos de datos son:
| Nombre    | Tags de ejemplo | Descripción                                                     |
| --------- | --- | --------------------------------------------------------------- |
| array     | <array> <data> <value><i4>1404</i4></value> <value><string>Algo aquí</string></value> <value><i4>1</i4></value> </data> </array>               | Array de valores, sin almacenar claves                          |
| base64    | <base64>eW91IGNhbid0IHJlYWQgdGhpcyE=</base64>                                                                                                  | Datos binarios codificados en base 64                           |
| boolean   | <boolean>1</boolean> | Valor lógico (0 o 1)                                            |
| date/time | <dateTime.iso8601>19980717T14:08:55</dateTime.iso8601>                                                                                         | Día y hora                                                      |
| double    | <double>-12.53</double> | Número de punto flotante de doble precisión                     |
| integer   | <i4>42</i4> o <int>42</int> | Número entero                                                   |
| string    | <string>Hola mundo</string> | String (cadena) de caracteres. Debe seguir la codificación XML. |
| struct    | <struct> <member> <name>foo</name> <value><i4>1</i4></value> </member> <member> <name>bar</name> <value><i4>2</i4></value> </member> </struct> | Array de valores, almacenando claves                            |
| nil       | <nil/> | Valor nulo; una extensión XML-RPC                               |

## Ejemplos
- Una invocación XML-RPC podría ser:

```
  
<?xml version="1.0"?>

  
<methodCall>

    
<methodName>
org.wikipedia.intercambioDatos
</methodName>

    
<params>

      
<param>

         
<value><i4>
360
</i4></value>

      
</param>

      
<param>

         
<value><i4>
221
</i4></value>

      
</param>

    
</params>

  
</methodCall>

```

- Una respuesta a la invocación:

```
  
<?xml version="1.0"?>

  
<methodResponse>

    
<params>

      
<param>

        
<value><string>
Intercambio
 
datos
 
nro.
 
360
 
por
 
221
</string></value>

      
</param>

    
</params>

  
</methodResponse>

```

## Implementaciones
Existen implementaciones para varios sistemas operativos, lenguajes de programación, licencias comerciales y de software libre: C/C++, Delphi, Frontier, Guile, Java, Lisp, Microsoft .NET, Perl, PHP, Python, Real Basic, Rebol, Tcl, WebObjects y Zope.
Algunas implementaciones conocidas son:
- Apache XML-RPC,[5] una implementación en Java.
- XMLRPC-EPI,[6] una implementación C.
- XML-RPC-C,[7] una implementación para C y C++.